# Fidelidade dos estados quânticos
Fidelidade dos estados quânticos, ou função de fidelidade, ou ainda função quântica de fidelidade, em Teoria de informação quântica, é u’a medida do "fechamento" (em inglês, closeness) de/entre dois estados quânticos. Não é medida no espaço de matrizes densidade. Costuma, quando não há possibilidade de confusão, ou se o assunto é tratado especifica e restritamente no domínio físico-químico quântico, ser reportada apenas por fidelidade, a bem da simplicidade.

## Introdução
Em teoria de probabilidade, dadas duas variáveis aleatórias p = (p1...pn)  e  q = (q1...qn) no espaço de probabilidades X = {1,2...n}. A fidelidade de p e q é definida pela quantidade
{\displaystyle F(p,q)=\sum _{i}{\sqrt {p_{i}q_{i}}}.}
Noutras palavras, a fidelidade F(p,q) é o produto escalar ou interno de {\displaystyle ({\sqrt {p_{1}}},\cdots ,{\sqrt {p_{n}}})} e {\displaystyle ({\sqrt {q_{1}}},\cdots ,{\sqrt {q_{n}}})} vistos como vetores no Espaço euclidiano. Observe que, quando p = q,  F(p,q) = 1. Em geral, {\displaystyle 0\leq F(p,q)\leq 1.}
Fazendo-se as modificações apropriadas para a noção matricial de raiz quadrada, pode-se dizer que a definição acima fornece a função fidelidade de dois estados quânticos.

## Definição
Dadas duas matrizes densidade ρ e σ, a função fidelidade é definida por:
{\displaystyle F(\rho ,\sigma )=\operatorname {Tr} ({\sqrt {{\sqrt {\rho }}\sigma {\sqrt {\rho }}}}).}
Por M½ de u’a matriz positiva semidefinida M, quer-se significar a unicidade da raiz quadrada dada pelo teorema espectral. O produto escalar ou interno euclidiano a partir da definição clássica é substituído pelo produto escalar de Hilbert-Schmidt. Quando se trata de estados clássicos, isto é, quando ρ e σ são comutativos, a definição dada coincide com aquela válida para função de densidade de probabilidade.
Observe-se, pela definição, que F é não-negativo, e F(ρ,ρ) = 1. Na seção seguinte será mostrado que ele não pode ser maior que 1.

## Exemplos simples

### Estados puros
Considerem-se estados puros dados por:
{\displaystyle \rho =|\phi \rangle \langle \phi |} and {\displaystyle \sigma =|\psi \rangle \langle \psi |.} Sua fidelidade será:
{\displaystyle F(\rho ,\sigma )=\operatorname {Tr} [\rho \;\sigma \rho ]^{\frac {1}{2}}=\operatorname {Tr} \;[|\phi \rangle \langle \phi |\psi \rangle \langle \psi |\phi \rangle \langle \phi |]^{\frac {1}{2}}=|\langle \phi |\psi \rangle |.}
Isso é, algumas vezes, chamado superposição entre dois estados. Se — diga-se — {\displaystyle |\phi \rangle } é um eigen-estado de um observável, e o sistema é preparado em {\displaystyle |\psi \rangle ,} então F(ρ, σ)2 é a probabilidade do sistema estar no estado {\displaystyle |\phi \rangle } após a medida.

### Estados comutativos
Sejam ρ e σ duas matrizes densidade comutativas. Assim, elas podem ser simultaneamente diagonalizadas por matrizes unitárias, de modo que se pode escrever:
{\displaystyle \rho =\sum _{i}p_{i}|i\rangle \langle i|} e {\displaystyle \sigma =\sum _{i}q_{i}|i\rangle \langle i|}
para alguma base ortonormal {\displaystyle \{|i\rangle \}.}
O cálculo direto mostra que a fidelidade é:
{\displaystyle F(\rho ,\sigma )=\sum _{i}{\sqrt {p_{i}q_{i}}}.}
Isso mostra que, heuristicamente, fidelidade de estados quânticos é uma extensão genuína da noção advinda da teoria de probabilidades.

## Algumas propriedades

### Invariância unitária
O cálculo direto mostra que a fidelidade é preservada por evolução unitária, isto é:
{\displaystyle F(\rho ,\sigma )=F(U\rho \;U^{*},U\sigma U^{*})}
para qualquer operador unitário U.

### Teorema de Uhlmann
Viu-se que, para dois estados puros, sua fidelidade coincide com a superposição. O teorema de Uhlmann estende ou generalize essa afirmação para estados mistos, em termos de suas purificações:
Teorema Sejam ρ e σ duas matrizes densidade agindo sobre Cn. Seja ρ½ a raiz quadrada positiva única de ρ e
{\displaystyle |\psi _{\rho }\rangle =\sum _{i=1}^{n}\rho ^{\frac {1}{2}}|e_{i}\rangle \otimes |e_{i}\rangle \in \mathbb {C} ^{n}\otimes \mathbb {C} ^{n}}
uma purificação quântica de ρ (logo {\displaystyle {|e_{i}}} é uma base ortonormal).
Então, a seguinte igualdade é válida:
{\displaystyle F(\rho ,\sigma )=\max _{|\psi _{\sigma }\rangle }|\langle \psi _{\rho }|\psi _{\sigma }\rangle |}
onde {\displaystyle |\psi _{\sigma }\rangle } é uma purificação de σ. Assim, em geral, a fidelidade é a máxima superposição entre as purificações.
Prova:
Uma prova simples pode ser apresentada como segue. Seja |Ω > o vetor
{\displaystyle |\Omega \rangle =\sum |e_{i}\rangle \otimes |e_{i}\rangle }
e σ½ raiz quadrada positiva única de σ. Viu-se que, devido à liberdade unitária em fatorações de raiz quadrada e escolhidas bases ortonormais, uma purificação arbitrária de σ é da forma
{\displaystyle |\psi _{\sigma }\rangle =(\sigma ^{\frac {1}{2}}V_{1}\otimes V_{2})|\Omega \rangle }
onde Vi's operadores unitários. Agora se calcula diretamente
{\displaystyle |\langle \psi _{\rho }|\psi _{\sigma }\rangle |=\langle \Omega |(\rho ^{\frac {1}{2}}\otimes I)(\sigma ^{\frac {1}{2}}V_{1}\otimes V_{2})|\Omega \rangle =\operatorname {Tr} (\rho ^{\frac {1}{2}}\sigma ^{\frac {1}{2}}V_{1}V_{2}).}
Mas, em geral, para qualquer matriz quadrada A e unitária U, é verdadeiro que |Tr(AU)| ≤ Tr (A*A)½. Ademais, igualdade é assegurada se U* é o operador unitário na decomposição polar de A. Resta, pois, demonstrado diretamente o teorema de Uhlmann.

#### Consequências
Algumas consequências imediatas do teorema de Uhlmann são:
- Fidelidade é simétrica em seus argumentos, isto é F (ρ,σ) = F (σ,ρ). Observe-se, contudo, que isso não é óbvio a partir da definição.
- F (ρ,σ) falha in [0,1], de acordo com a desigualdade de Cauchy-Schwarz.
- F (ρ,σ) = 1 se e somente se ρ = σ, desde que Ψρ = Ψσ implica ρ = σ.